# Танцов, Александр Захарович
Александр Захарович Танцов (1860 — после 1920) — непременный член Смоленского губернского присутствия, член Государственной думы от Смоленской губернии.

## Биография
Родился в 1860 году. Происходил из потомственных дворян Смоленской губернии. Землевладелец той же губернии (300 десятин). Младший брат Борис (1872—1918) — смоленский уездный врач, расстрелян осенью 1918 года в Смоленске местной ЧК.
Окончил 1-ю Московскую гимназию (1878) и юридический факультет Московского университета со степенью кандидата прав. За конкурсное сочинение по государственному праву был удостоен золотой медали и оставлен при университете для приготовления к занятию кафедры. В течение нескольких лет занимался изучением политической философии и иностранных законодательств под руководством профессора М. М. Ковалевского, однако затем оставил университет.
В 1888 году поступил на службу в Министерство внутренних дел и занял должность секретаря Смоленского губернского по крестьянским делам присутствия. Затем был земским начальником 2-го участка Смоленского уезда. В 1897 году был назначен непременным членом Смоленского губернского присутствия, в каковой должности состоял до 1907 года, когда был уволен от службы по прошению. Дослужился до чина статского советника. Из наград имел ордена Св. Анны 2-й степени (1902) и Св. Владимира 4-й степени (1905), а также медаль в память переписи 1897 года. В течение многих лет избирался гласным Краснинского уездного и Смоленского губернского земских собраний. После провозглашения Октябрьского манифеста редактировал «Смоленскую газету» (1905—1907).
В феврале 1907 года был избран членом II Государственной думы от общего состава выборщиков Смоленского губернского избирательного собрания. Входил во фракцию «Союза 17 октября». Состоял членом комиссий о неприкосновенности личности и по делам православной церкви. Выступал с думской трибуны по ряду вопросов.
В октябре 1907 года был избран членом III Государственной думы от Смоленской губернии. Входил во фракцию октябристов. Состоял секретарем комиссии по государственной обороне (с 3-й сессии), а также членом комиссий: бюджетной, по судебным реформам, о неприкосновенности личности, по делам православной церкви и по запросам.
В 1912 году был переизбран в Государственную думу. Входил во фракцию октябристов, а после её раскола в группу беспартийных. Состоял членом земельной и по судебным реформам комиссий. Во время Февральской революции находился в Смоленске. В марте 1917 года выполнял поручения Временного комитета Государственной думы. С 25 марта по 24 июня 1917 года был комиссаром ВКГД и Временного правительства по Скобелевскому комитету для выдачи пособий потерявшим на войне способность к труду воинам, командировался в район форта «Ино» Кронштадтской крепости.
По некоторым данным, во время Гражданской войны выехал на Юг России, откуда эвакуировался в Югославию и преподавал в русских учебных заведениях Воеводины. Был женат, имел сына.